# Sabian Baumann
Sabian Baumann (* 19. Juni 1962 in Zug, aufgewachsen in Wettingen im Kanton Aargau) ist ein Schweizer Künstler. Er lebt und arbeitet in Zürich.

## Leben
Sabian Baumann studierte von 1987 bis 1991 Bildende Kunst an der Hochschule für Gestaltung und Kunst (heute ZHdK) in Zürich. 2001–2020 unterrichtete er an der F+F Schule für Kunst und Design in Zürich. Er war auch an der École supérieure des Beaux-Arts in Genf, an der Hochschule Luzern – Design & Kunst sowie an der Zürcher Hochschule der Künste ZHdK als Dozent tätig.

## Werk
Baumanns Gesamtwerk, das sich mit Körpern, Identitäten und kulturellen Wertvorstellungen beschäftigt, umfasst neben skulpturalen, filmischen und installativen Arbeiten ein umfangreiches zeichnerisches Werk. Darin präsentiert Baumann – meist figurativ und mit Referenzen zu hoch- und populärkulturellen Motiven – Brüche und Paradoxien, die gesellschaftliche Idealbilder sprengen und Normalität als eine zu verhandelnde Ausnahme in Zeit und Raum darstellen. Durch das Spiel mit diversen stilistischen Verweisen muten die Bilder wie gezeichnete Collagen an und generieren eine Spannung, die mit dem Inhaltlichen – dem Widerstand gegen gesellschaftliche Erwartungen und stereotypische Codes sowie den damit einhergehenden Gefühlen von Unpässlichkeit – in Bezug zu setzen sind und stets auch emotionale Befindlichkeiten zum Ausdruck bringen. In der Verspieltheit entfaltet sich häufig ein tragikomischer Humor.
Baumanns hat zahlreiche kollaborativ konzipierte, queer-feministische Kunstprojekte mitorganisiert und oft auch initiiert, u. a. Sexismus Productions, CASUAL, Working On It, An Unhappy Archive. Diese hinterfragen in Interventionen, Filmproduktionen, Performances und Diskussionen soziale Rollen, insbesondere in Bezug auf Geschlechternormen und dienen den Kunstschaffenden zugleich der Selbstermächtigung im Kunstbetrieb. Baumann initiierte die politische Kunst-Aktion die grosse um_ordnung, eine Koproduktion mit der Gessnerallee Zürich, gemeinsam mit Niv Acosta, Simone Aughterlony, Rahel El-Maawi, Dorothea Schürch, Tim Zulauf, Diana Bärmann und vielen anderen. Das Projekt setzt sich für die Rechte von ausgegrenzten Menschen ein und sucht neue Zusammenschlüsse.

## Auszeichnungen
Für sein Werk erhielt Baumann zahlreiche Auszeichnungen, so 1996 das Atelierstipendium der Stadt Zürich in New York und 2001 das Atelierstipendium des Aargauer Kuratoriums in Berlin,  2012 den Förderpreis der Stiftung Erna und Curt Burgauer. 2021 wurde ihm der mit 40'000.- CHF dotierte Kunstpreis des Kantons Aargau verliehen. Aus dem Jurybericht: «Mit seinem* von grosser Konstanz geprägten Schaffen greift Baumann in aktuelle gesellschaftliche Debatten ein, lotet Grenzen aus und geht Wagnisse ein. (…) In den Zeichnungen werden Wertvorstellungen umgewertet durch Paradoxien, poetische Momente und Humor. Bildzitate aus Kunst, Populärkultur und Fotografie repräsentieren das disparate Patchwork, das wir und die Welt sind. Sabian Baumann leistet künstlerische Pionierarbeit in der Schweiz, indem er* mit seinem* Schaffen die Diskussion um Queerness, Diskriminierung und Systemkritik befruchtet und vorantreibt.»
Sein Film Wem gehört der Himmel/Who Owns The Sky wurde im Oktober 2022 am Hamburg International Queer Film Festival erstaufgeführt und gewann im November den ersten Preis in der Kategorie Dokumentarfilm des 1st Orchid Lesbian Film Festival in Buenos Aires.

## Ausstellungen

### Einzelausstellungen (Auswahl)
- 2022: #3 Sabian Baumann: Horizontales Paradies – Reliefserie, Between Bridges, Berlin[17]
- 2021: Sabian Baumann – Signes et Sentiments, Association Picto, Genève[18]
- 2021: Sommervögel, Galerie Mark Müller, Zürich[19]
- 2014: Horizontales Paradies, Kunstmuseum Luzern
- 2014: An Unhappy Archive, mit Karin Michalski, Badischer Kunstverein, Karlsruhe
- 2011: Himmelhund, Haus Zumikon, Institut für moderne Kunst, Nürnberg
- 2011: Finger aus Licht, Galerie Mark Müller, Zürich
- 2010: I wish I were blind, with Katja Bassanini, Kunsthalle Lugano
- 2009: Es, with Gitte Schäfer & Francisco Sierra, Kunsthaus Langenthal
- 2008: Death of the Cool, Galerie Mark Müller, Zürich
- 2007: jetzt und immer, Les Complices*, Zürich
- 2006: unbill, with Anina Schenker, K3 Projektspace, Zürich
- 2004: Earthboy, Galerie Mark Müller, Zürich
- 2003: Du, Kunsthalle Winterthur
- 2002: Helmhaus, Zürich
- 2001: Floatingskills, Stadtgalerie, Bern
- 2001: 05.06.50784, Galerie Mark Müller, Zürich
- 2001: photo fading, Erfrischungsraum, Luzern
- 2000: candy trap and liquid dream, Center for the Arts, City Festival, Hongkong
- 1999: HEDAH, Maastricht
- 1999: 05.06.50783, Kunsthof, Zürich
- 1999: Galerie Mark Müller, Zürich
- 1998: Aargauer Kunsthaus, Aarau

### Gruppenausstellungen (Auswahl seit 2004)
- 2025: Ein Garten ist ein Garten ist ein Garten, Nidwaldner Museum, Winkelriedhaus
- 2021: Art as Connection, Aargauer Kunsthaus[20]
- 2014: DIE KRAWATTE. männer macht mode., Landesmuseum Zürich
- 2014: Der Hecht an der Grenze, Hotel Drachenburg, Gottlieben
- 2013: Corpus Delicti – Im Blick des Begehrens, Alpineum Luzern
- 2013: Chris Regn: Die heilige Christine und andere Frauen die sich weggeworfen haben, Kaskadenkondensator, Basel
- 2013: Mucha Manga Mystery, Museum Bellerive, Zürich
- 2012: Warming up the House, Museum Bärengasse, Zürich
- 2012: Double Track, OG9/Lokremise, Zürich
- 2012: Swiss Art Awards, Basel
- 2012: Reality Manifestos, or can Dialectics break Bricks?, Kunsthalle Exnergasse, Wien
- 2012: Zine Library - message salon downtown, Zürich
- 2011: Voici un dessin suisse (1990–2010), Aargauer Kunsthaus, Aarau
- 2011: Untold Stories, Kunsthalle Tallinn
- 2010: Not gay as in happy but queer as in fuck you, Goloss, Kopenhagen
- 2010: Wir Manager!, Vögele Kulturzentrum, Pfäffikon SZ
- 2010: Voici un dessin suisse (1990–2010), Musée Rath, Genf
- 2010: Ich Mensch (du Tier), Perla Mode / Dienstgebäude, Zürich
- 2009: Un/Mögliche Gemeinschaft, Shedhalle, Zürich
- 2009: Queerscapes - the flow of dunes and the green shimmer of the oasis on the horizon, Cabaret Voltaire und Perla Mode, Zürich
- 2008: SKYPE MEETINGS–Work to do! Selbstorganisation in prekären Arbeitsbedingungen, Shedhalle, Zürich
- 2008: MAKE OUT!, Studio44, Stockholm (S)
- 2008: Der lange Atem – Schweizer Kunst 1978 bis 2008, aus der Sammlung Peter und Elisabeth Bosshard, Kunst(Zeug)Haus, Rapperswil-Jona (CH)
- 2008: Pottery is the next best thing, K3 Projekt Space, Zürich
- 2007: Transformer, Espace Libre, Biel/Bienne
- 2006: Bekanntmachungen, Exotik des Realen, with CASUAL, Kunsthalle Zürich
- 2005: Linie Zeichnung bewegt, Galerie Dina 4, München
- 2005: Critique of Pure Image – Between Fake and Quotation, Center for Contemporary Art, Plovdiv (BUL)
- 2004: Citizen Queer, Shedhalle, Zürich